# Municipio de Jasper (Míchigan)
El municipio de Jasper (en inglés: Jasper Township) es un municipio ubicado en el condado de Midland en el estado estadounidense de Míchigan. En el año 2010 tenía una población de 1180 habitantes y una densidad poblacional de 12,63 personas por km².

## Geografía
El municipio de Jasper se encuentra ubicado en las coordenadas 43°31′1″N 84°32′36″O / 43.51694, -84.54333. Según la Oficina del Censo de los Estados Unidos, el municipio tiene una superficie total de 93.41 km², de la cual 93,03 km² corresponden a tierra firme y (0,4 %) 0,38 km² es agua.

## Demografía
Según el censo de 2010, había 1180 personas residiendo en el municipio de Jasper. La densidad de población era de 12,63 hab./km². De los 1180 habitantes, el municipio de Jasper estaba compuesto por el 96,27 % blancos, el 0,59 % eran amerindios, el 0,93 % eran de otras razas y el 2,2 % eran de una mezcla de razas. Del total de la población el 3,47 % eran hispanos o latinos de cualquier raza.